# Debos
Debos is een geslacht van vlinders van de familie spanners (Geometridae), uit de onderfamilie Oenochrominae.

## Soorten
- D. iratus Swinhoe, 1885
- D. placatus Joannis, 1929
- D. purpureofusa Prout, 1916